# Hans Rudolf Schwarz
Hans Rudolf Schwarz (* 20. November 1930 in Zürich) ist ein Schweizer Mathematiker (Numerische Mathematik).
Schwarz studierte 1949 bis zum Diplom 1953 Mathematik an der ETH Zürich. Von 1953 bis 1957 war er Mathematiker bei den Flug- und Fahrzeugwerken Altenrhein und führte unter anderem Berechnungen für die FFA P-16 auf dem Zuse Z4 durch. 1957 wurde er an der ETH Zürich bei Eduard Stiefel promoviert (Dissertation: Ein Verfahren zur Stabilitätsfrage bei Matrizen-Eigenwertproblemen)  und wurde dort wissenschaftlicher Mitarbeiter am Institut für Angewandte Mathematik. 1962 war er Visiting Associate Professor an der Brown University. 1964 habilitierte er sich an der ETH Zürich und wurde dort Lehrbeauftragter. 1972 wurde er Assistenzprofessor, 1974 ausserordentlicher und 1983 ordentlicher Professor an der Universität Zürich.
Von ihm stammen Lehrbücher über Numerische Mathematik und Finite Elemente.

## Schriften
- Numerik symmetrischer Matrizen, Teubner 1968, 2. Auflage 1972
- Finite Element Methods, Academic Press 1988
- Numerical analysis : a comprehensive introduction, Wiley 1989
- Fortran-Programme zur Methode der Finiten Elemente, Teubner 1981, 3. Auflage 1991
- Methode der finiten Elemente : eine Einführung unter besonderer Berücksichtigung der Rechenpraxis, Teubner, 1980, 3. Auflage 1991
- mit Norbert Köckler: Numerische Mathematik, Vieweg + Teubner, 8. Auflage 2011 (zuerst mit Schwarz als alleinigem Autor bei Teubner 1986)